# Еван Фергюсон
Е́ван Джо Фе́ргюсон (англ. Evan Ferguson; 19 жовтня 2004) — ірландський футболіст, нападник команди англійського клубу «Брайтон енд Гоув Альбіон» та національної збірної Ірландії.

## Клубна кар'єра

### Раннє життя
Уродженець Беттістауна, графство Міт, Фергюсон син колишнього футболіста Баррі Фергюсона, який виступав за такі клуби як «Ковентрі Сіті», «Колчестер Юнайтед», «Гартлпул Юнайтед», «Нортгемптон Таун», «Лонгфорд Таун», «Богеміан», «Шемрок Роверс» та «Спортінг Фінгал». Еван вихованець відомого дублінського клубу «Сент-Кевінс Бойз», потім перейшов до молодіжної секції клубу «Богеміан», за якуий виступав у Національній молодіжній лізі. У грудні 2020 року він забив гол в останній грі на юнацькому рівні до 17 років, вигравши у фіналі проти «Шемрок Роверс» з рахунком 2–0.

### Богеміан
Фергюсон дебютував у дорослому футболі 11 липня 2019 року в товариському матчі проти «Челсі» 1–1 «Дейлімаунт Парк», йому на той час було лише 14 років, що зробило його наймолодшим гравцем клубу. Перші голи на дорослому рівні Фергюсон забив 28 січня 2020 року, двічі відзначившись в переможній товариській грі над «Дроеда Юнайтед» з рахунком 4–2. Загалом за два сезони в клубі він провів чотири гри.

### Брайтон енд Гоув Альбіон
У січні 2021 року він підписав контракт з академією «Брайтон енд Гоув Альбіон», на гравця до останнього також претендував «Ліверпуль». 24 серпня 2021 року дебютував у першій команді, замінивши Енока Мвепу на 81-й хвилині у переможній грі з рахунком 2–0 на виїзді проти команди Чемпіоншип «Кардіфф Сіті» у другому раунді Кубка EFL. 2 листопада вперше відзначився за клуб у складі молодіжного «Брайтону» зрівнявши рахунок у матчі проти «Нортгемптона». Фергюсон в листопаді 2021 року став володарем нагороди на найкращий «Гол місяця» свого клубу за гол у ворота «Евертона» U23 на «Гудісон Парк». Першу гру в основному складі провів 15 грудня 2021 року, коли вийшов на заміну під час домашньої поразки від «Вулвергемптона». 8 січня 2022 року Фергюсон вдруге з’явився в складі головної команди, вийшовши на заміну на 76-й хвилині, де допоміг Якубу Модеру зрівняти рахунок у переможній грі 2–1 проти «Вест-Бромвіч Альбіон» у третьому раунді Кубка Англії. Чотири тижні потому 5 лютого 2022 року Фергюсон знову вийшов на заміну в Кубку Англії, цього разу в гостях проти «Тоттенгем Готспур» в якому поступились з рахунком 3–1. 19 лютого 2022 року Фергюсон дебютував у Прем’єр-лізі за «Брайтон», вийшовши на заміну в програній домашній грі з рахунком 0–3 проти «Бернлі».
24 серпня 2022 року Фергюсон забив перший гол за «Брайтон», асистував йому колега по академії Камероном Пеупіон. 19 жовтня 2022 року, у свій 18-й день народження, Фергюсон підписав свій перший довгостроковий професійний контракт із «Брайтоном», термін дії якого до 2026 року. 31 грудня, його клуб поступився вдома «Арсеналу» 4–2, Еван провів свій третій матч у Прем’єр-лізі та забив перший гол у лізі. У 18 років він став наймолодшим бомбардиром Ірландії та «Брайтона» в Прем'єр-лізі. Через три дні, 3 січня 2023 року, Фергюсон відіграв свій перший матч Прем’єр-ліги з перших хвилин, знову відзначившись голом у виїзній перемозі над «Евертоном» з рахунком 4–1.
2 вересня 2023 року Фергюсон відзначився своїм першим хет-триком в Прем'єр-лізі в переможному матчі 3–1 проти «Ньюкасл Юнайтед». Став лише 4-м футболістом в історії Прем'єр-ліги, який зробив хет-трик у віці 18 років після  Кріс Барт-Вільямса, Роббі Фаулера та Майкла Оуена Відзначившись 10-м голом у 24 матчах Прем'єр-ліги, став 4-м гравцем після Оуена (28), Вейна Руні (15) і Френсіса Джефферса (12), які забили більше голів до свого 19-річчя.

## Виступи за збірні
Фергюсон виступав за юнацькі збірні Ірландії на рівні до 15, до 17 і до 21 року.
Евана вперше викликали до лав національної збірної Ірландії у листопаді 2022 року на товариські матчі проти Норвегії та Мальти. Дебютував у складі «хлопців у зеленому» проти Норвегії 17 листопада, вийшовши на заміну на 89-й хвилині замінивши Алана Брауна.
19 червня 2023 Фергюсон відзначився голом у переможному матчі 3–0 проти Гібралтару в кваліфікаційного раунді до чемпіонату Європи 2024 року.

## Статистика

### Клубна
Станом на 29 січня 2023
| Клуб                         | Сезон            | Ліга                  | Ліга | Ліга | Національний кубок | Національний кубок | Кубок ліги | Кубок ліги | Інші | Інші | Разом | Разом |
| Клуб                         | Сезон            | Дивізіон              | І    | Г    | І                  | Г                  | І          | Г          | І    | Г    | І     | Г     |
| ---------------------------- | ---------------- | --------------------- | ---- | ---- | ------------------ | ------------------ | ---------- | ---------- | ---- | ---- | ----- | ----- |
| Богеміан                     | 2019             | Прем'єр-ліга Ірландії | 1    | 0    | 0                  | 0                  | 0          | 0          | 0    | 0    | 1     | 0     |
| Богеміан                     | 2020             | Прем'єр-ліга Ірландії | 2    | 0    | 1                  | 0                  | —          | —          | —    | —    | 3     | 0     |
| Богеміан                     | Разом            | Разом                 | 3    | 0    | 1                  | 0                  | 0          | 0          | 0    | 0    | 4     | 0     |
| Брайтон і Гоув Альбіон       | 2021–22          | Прем'єр-ліга Англії   | 1    | 0    | 2                  | 0                  | 1          | 0          | —    | —    | 4     | 0     |
| Брайтон і Гоув Альбіон       | 2022–23          | Прем'єр-ліга Англії   | 5    | 3    | 2                  | 0                  | 2          | 1          | —    | —    | 9     | 4     |
| Брайтон і Гоув Альбіон       | Разом            | Разом                 | 6    | 3    | 4                  | 0                  | 3          | 1          | —    | —    | 13    | 4     |
| Брайтон енд Гоув Альбіон U23 | 2021–22          | —                     | —    | —    | —                  | —                  | —          | —          | 2    | 1    | 2     | 1     |
| Брайтон енд Гоув Альбіон U23 | 2022–23          | —                     | —    | —    | —                  | —                  | —          | —          | 3    | 1    | 3     | 1     |
| Брайтон енд Гоув Альбіон U23 | Разом            | Разом                 | —    | —    | —                  | —                  | —          | —          | 5    | 2    | 5     | 2     |
| Разом за кар'єру             | Разом за кар'єру | Разом за кар'єру      | 9    | 3    | 5                  | 0                  | 3          | 1          | 5    | 2    | 22    | 6     |

### Збірна
Станом на 19 червня 2023
| Збірна   | Рік   | Матчі | Голи |
| -------- | ----- | ----- | ---- |
| Ірландія | 2022  | 2     | 0    |
| Ірландія | 2023  | 4     | 2    |
| Разом    | Разом | 6     | 2    |